# Animaniacs (videogioco)
Animaniacs è un videogioco ispirato alla serie animata Animaniacs. A differenza dei tradizionali videogiochi a piattaforme, il giocatore non deve combattere contro i propri avversari, ma deve fuggire. I personaggi presenti nel gioco includono Yakko, Wakko, e Dot, Pinky and the Brain, e la maggior parte dei personaggi minori, inclusi Ralph, il guardiano degli studi Warner Brothers. Animaniacs è il titolo di due distinti videogiochi quanto a gameplay, benché entrambi realizzati dalla Konami. Uno è stato distribuito per Super Nintendo e l'altro per Sega Mega Drive/Genesis e Game Boy. Le versioni per SNES e Mega Drive/Genesis sono state realizzate nel 1994 in Europa e America del Nord e nel 1997 in Giappone, mentre quella per Game Boy nel 1995 in tutto il mondo.

## Modalità di gioco

### Versione MegaDrive e Game Boy
I fratelli Warner cominciano l'avventura introducendo il giocatore nel loro mondo, per poi dibattere su quanto sia assurdo sapersi personaggi di un cartone animato in un videogioco. La storia principale vede i Warner Brothers avvicinarsi ai loro beniamini del cinema il più possibile. Yakko formula un piano: aprire un negozio in cui vendere i cimeli utilizzati in film memorabili e, per realizzare il loro progetto, abbisognano di quattro oggetti provenienti da differenti scenari.
Ci sono quattro livelli principali selezionabili in qualsiasi ordine e ognuno di essi presenta un nemico finale da sconfiggere per ottenere un cimelio dello scenario. Conclusi i quattro livelli, un quinto livello finale condurrà i fratelli Warner a sfidare Mignolo e Prof.
Yakko, Wakko e Dot sono intercambiabili durante l'avventura e ognuno di essi presenta peculiarità differenti: Yakko usa mazza da baseball per stordire i nemici e può spingere gli ostacoli; Wakko utilizza un maglio con cui schiazzare i bottoni e rompere oggetti come fusibili elettrici e miscellanea; Dot può lanciare baci magici con i quali convincere alcuni personaggi secondari ad agire in una maniera specifica.
I tre fratelli dispongono di energia e di un limitato numero di vite e ogni cento stelle ottenute si riceve una vita ulteriore. Anche ottenendo delle sferette dorate è possibile aumentare le proprie vite di una unità a sfera ottenuta. L'energia è indicata dai volti dei personaggi in alto a sinistra: un volto sorridente equivale all'energia piena, un volto triste, sconsolato o fiacco indica invece che l'energia si sta esaurendo e la si può ripristinare toccando gelati, caramelle e altre leccornie. Ogni livello ha un limite di tempo e, di conseguenza, è consigliato spicciarsi durante la partita.
Factor 5 convertì questa versione per GameBoy ma, dati i tempi ristretti per lo sviluppo, solo tre dei cinque livelli sono disponibili nell'edizione per GameBoy e il boss finale manca, dando al gioco un finale improvviso.

### Versione Super NES
Il gioco rispecchia più la meccanica dei picchiaduro a scorrimento che dei Platform - infatti i personaggi possono avanzare, indietreggiare e scendere e salire lungo il percorso orizzontale. Pinky e Brain nuovamente vogliono conquistare il mondo e per adempiere al loro scopo rubano un copione di quello che credono essere il Miglior Film, pure se è in ideazione. Il CEO dei Warner Brothers studio richiede riluttante l'aiuto dei Warner Brothers, chiedendo loro di recuperare tutte e ventiquattro le pagine del copione rubato, l'obiettivo primario del videogioco. Il titolo lo si può completare senza trovare tutte e ventiquattro le pagine lungo i livelli affrontabili, colmi di parodie di film realmente registrati. 
I personaggi in questa versione non dispongono della salute e nemmeno delle vite (il gioco termina quando tutti e tre sono sconfitti o catturate). Anche le abilità speciali sono state rimosse, la difficoltà è assai maggiore, ma adesso tutt'e tre possono afferrare oggetti e scagliarli contro i nemici, scattare rapidi in avanti e formare una colonna per raggiungere aree inaccessibili altrimenti. 
È presente il sistema slot machine, nella parte bassa dello schermo: quando attivato, dopo aver consumato un numero predefinito di monete, si possono ottenere doti speciali come invincibilità momentanea oppure la resurrezione di un personaggio sconfitto o catturato in precedenza.
I nemici da affrontare sono, principalmente, dei minuti robot con teste blocchettose bianche, corpi rossi e appendici gialle al servizio di Pinky e Brain.

## Accoglienza
La versione Drive/Genesis ha ricevuto un 71% su GameRankings, mentre quella SNES un contenuto 62%, così come la conversione Gameboy.